# Idsefjorden
Idsefjorden er en 12 kilometer lang fjordarm af Boknafjorden i Strand kommune, Rogaland fylke i Norge. Fjorden har indløb mellem øerne Heng og Idse, som den er opkaldt efter, og mellem Heng og Solbakk på fastlandet. Jørpeland ligger på nordsiden af fjorden, indenfor Jørpelandsholmen og Fjellsholmen. Her munder Jørpelandsåna ud i fjorden.
Mellem Idse og fastlandet i øst ligger øen Idsal. Begge disse øer har broforbindelse langs fylkesvei 535 til fastlandet over Idsalsundet (til Idsal) og Idsesundet (over til Idse). På anden side af begge disse sunde ligger Høgsfjorden. 
Syd for Jørpeland strækker fjorden sig videre mod syd til gården Botne. Denne inderste del af fjorden bliver kaldt for Botnefjorden. På østsiden af Botnefjorden ligger bygderne Notavika og Jøssang. 
Vest for Idsefjorden ligger Horgefjorden, mens Hidlefjorden ligger nord for Heng. Syd for Idse ligger indløbet til Høgsfjorden.